# Küste von Western Australia

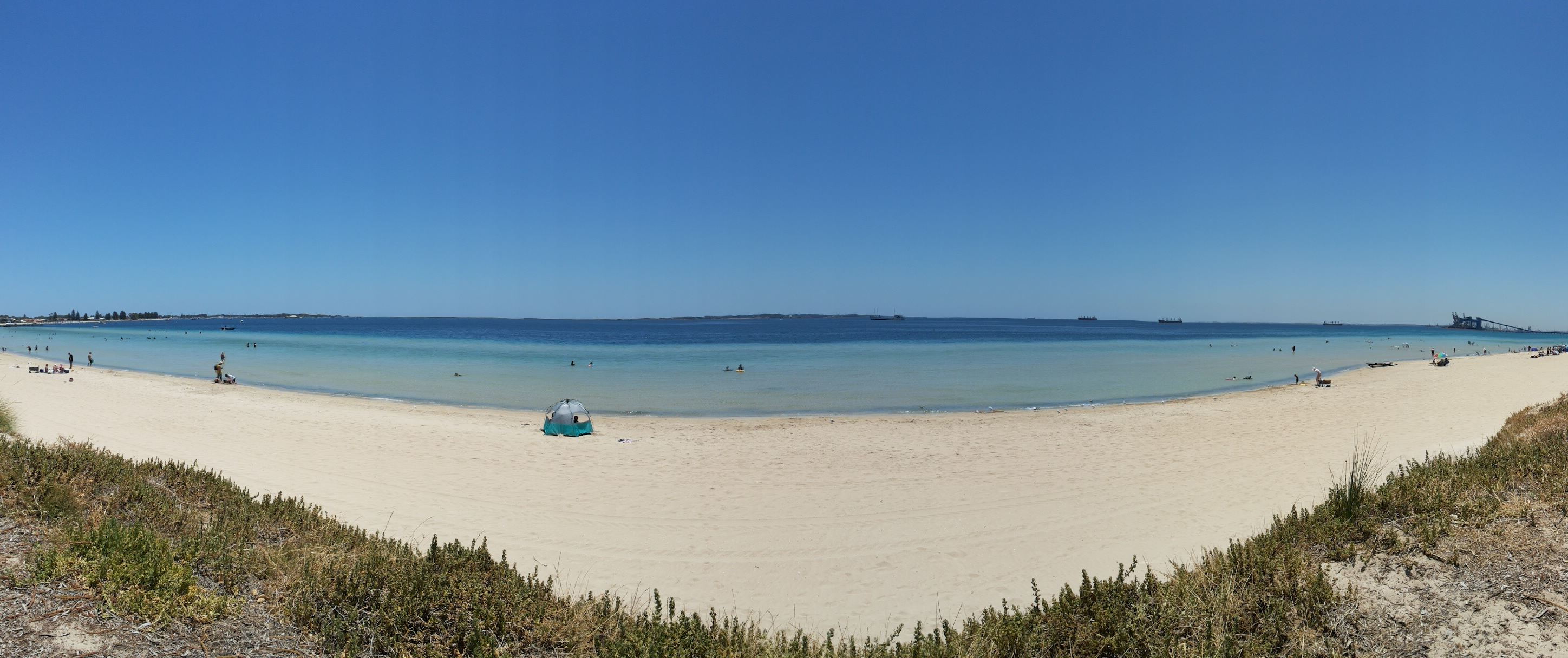
Rockingham Beach, ein typischer Sandstrand in Western Australia beim Ort Rockingham

Die Küste von Western Australia ist eine bedeutende Landmarke dieses australischen Bundesstaates. Dies gilt in vielfältiger Hinsicht. Von der Küste aus wurde Western Australia durch europäische Siedler erschlossen. An und vor der Küste liegen große Erdöl- und Erdgasvorkommen. Der größte Teil der Bevölkerung lebt in den Küstenstädten, wo sich auch die Industrie und die Hafenanlagen befinden. Die Hafenanlagen werden nicht nur zur Versorgung der Bevölkerung genutzt, sondern auch zum Export der Rohstoffe.
Die meisten Inseln vor der Küste außerhalb der Kimberleyregion stehen unter Naturschutz und es gibt zahlreiche Meeresschutzgebiete, in denen die vulnerable Fauna und Flora geschützt werden soll, die vom Abbau der küstennahen Rohstoffe bedroht wird. Wirtschaftlich bedeutend ist des Weiteren die Fischerei. Auch der Tourismus findet entlang der Küstenlinie statt.
Die gesamte Küstenlinie Western Australias grenzt an den Indischen Ozean. Mit einer Länge von 12.889 Kilometern, bzw. 20.781 Kilometern mit Inseln, hat Western Australia die längste Küstenlinie aller Bundesstaaten und Territorien Australiens. Sie macht etwa 36 % der kompletten Küste Australiens (35 % mit Inseln) aus.

## Entdeckungsgeschichte

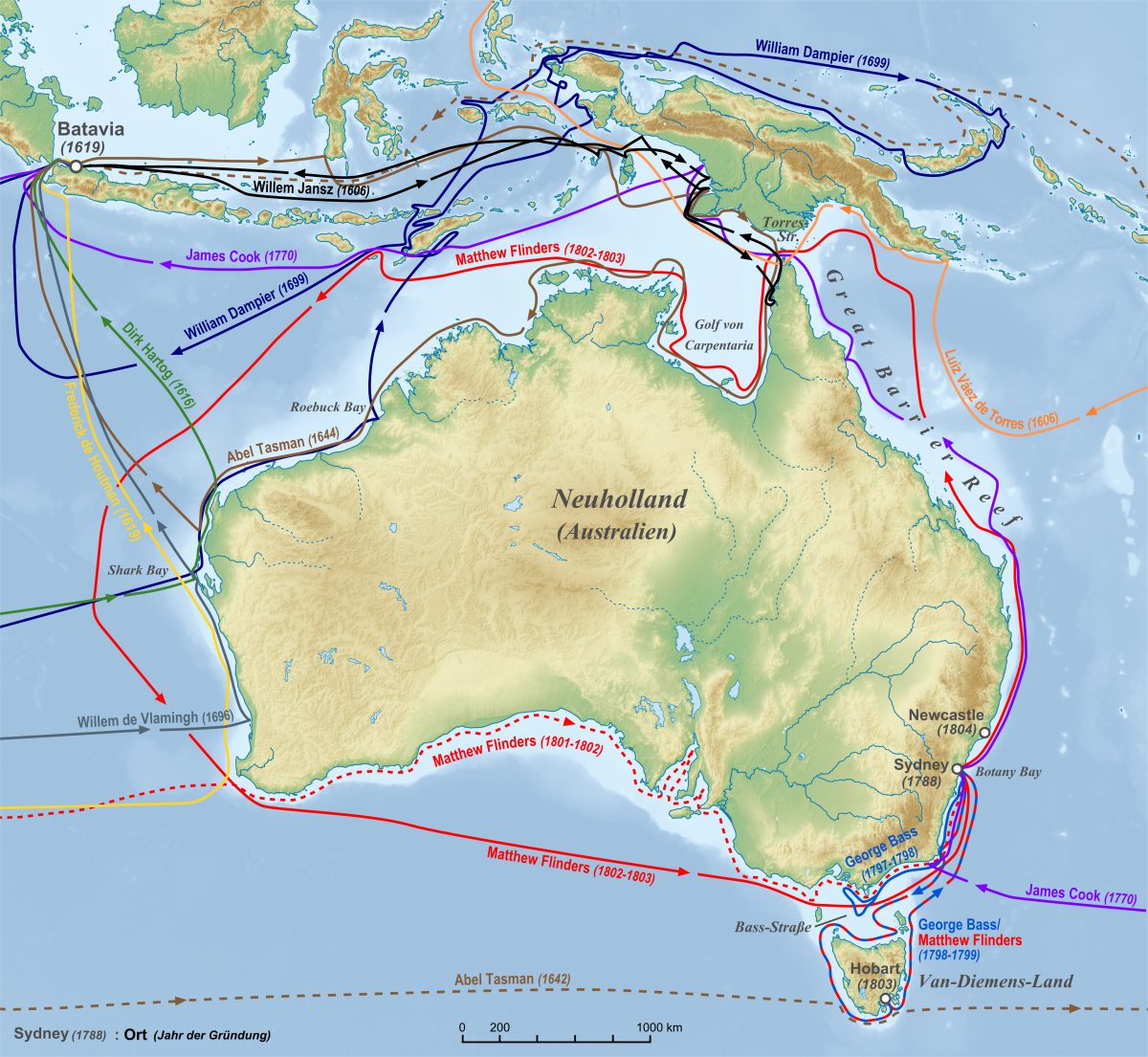
Auswahl von Expeditionen rund um Australien

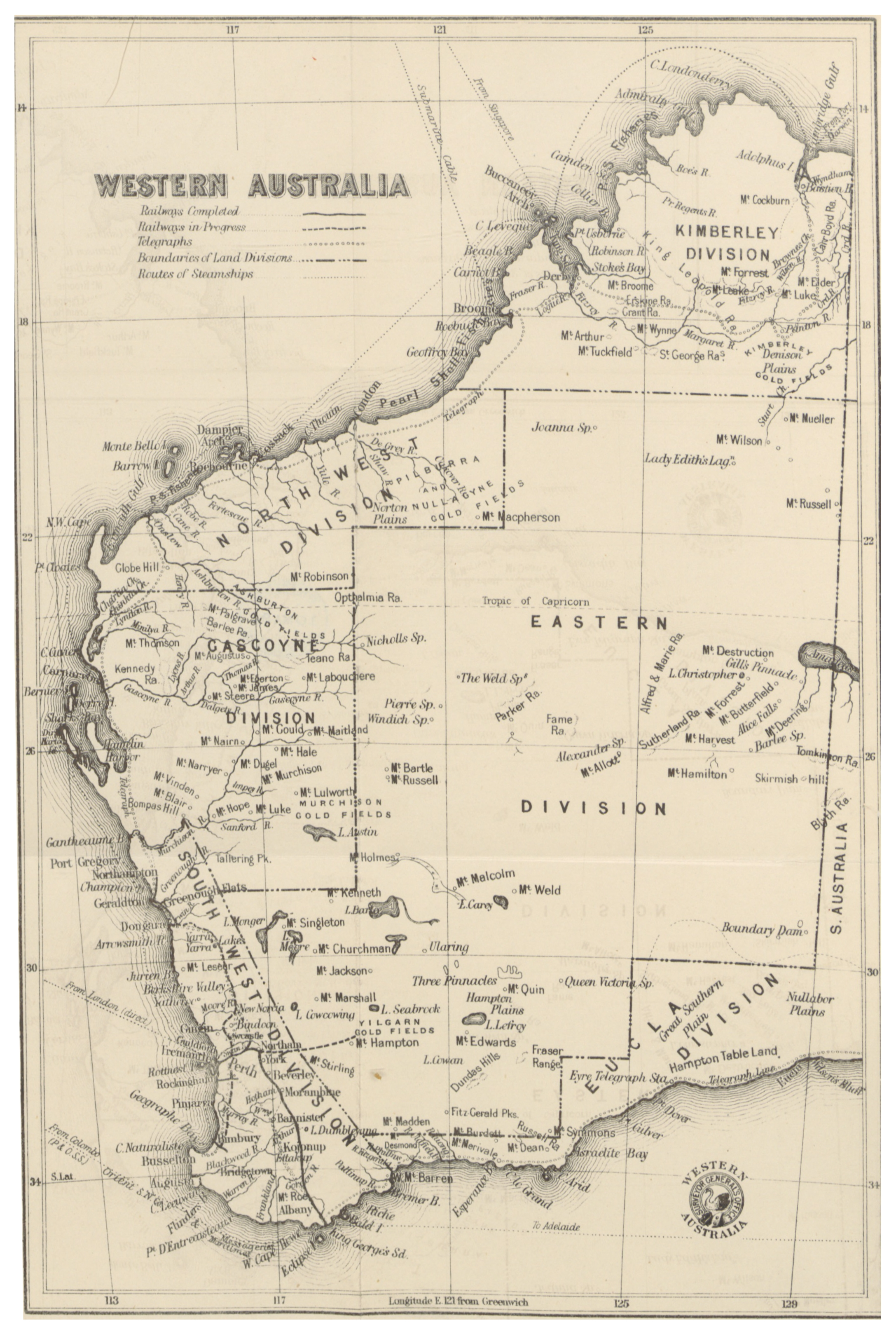
Karte der lokalen Verwaltung aus einem Buch über Western Australia von 1894

Aborigines lebten in der Region schon seit 40.000 Jahren.
Von Europäern wurde die Westküste erstmals 1616 vom Niederländer Dirk Hartog bei Shark Bay erreicht. 1619 stieß Frederick de Houtman von Westen kommend südlich von Perth an die noch unbekannte Küste und folgte ihr dem ganzen westlichen Küstenverlauf entlang nach Norden bis zur Shark Bay. Pieter Nuyts kartographierte in den Jahren 1626/27 die australische Südküste von Albany bis zur Eyre-Halbinsel. In den 1640er Jahren erkundigte Abel Tasman im Auftrag der Niederländischen Ostindien-Kompanie die Gewässer südlich von Indonesien. Im Jahr 1644 segelte er auf der Suche nach der Torres-Straße und zur Erforschung Neu-Hollands, wie Australien damals genannt wurde, der ganzen Nordküste des Kontinents entlang. Ende 1696 erreichten die Schiffe von Willem de Vlamingh das Gebiet von Perth, 1791 segelte George Vancouver entlang der Südküste, 1792 Joseph Bruny d’Entrecasteaux. Im Jahr 1801 erreicht die Baudin-Expedition Australien bei Kap Leeuwin, erkundigte den Südwesten und segelte der Südküste von Western Australia entlang nach Osten. Die Küste wurde 1803 durch den Expeditionsteilnehmer Louis de Freycinet vollständig kartografiert. Ein halbes Jahr nach den Franzosen landete Matthew Flinders in Western Australia und segelte ebenfalls der Südküste entlang nach Osten. Bei seiner Umrundung Australiens in den beiden Folgejahren hielt Flinders zur Küste von Western Australia im Norden und Westen große Distanz. Phillip Parker King erkundigte in den Jahren 1817–1822 auf mehreren Expeditionen die Küsten von Australien.
Der erste Besiedlung der Küste erfolgte 1826 durch die Briten in der Gegend des heutigen Albany. 1827 kehrte Captain James Stirling von einer Expedition zurück und berichtete dem britischen König positiv von der Gegend um den Swan River. Nicht zuletzt um Besiedlungsversuchen anderer Nationen zuvorzukommen, erhielt er den Auftrag zur Gründung einer neuen Kolonie. Im April 1829 landete zunächst Captain Charles Fremantle mit seinem Schiff Challenger, im Mai dann auch Captain James Stirling mit seinem Schiff Parmelia an der Flussmündung. Sie gründeten dort die Swan River Kolonie, benannt nach den hier zahlreich vorkommenden schwarzen Schwänen. Später wurde daraus dann Western Australia. Dabei verdrängten sie die Ureinwohner, die Aborigines.

## Geologie

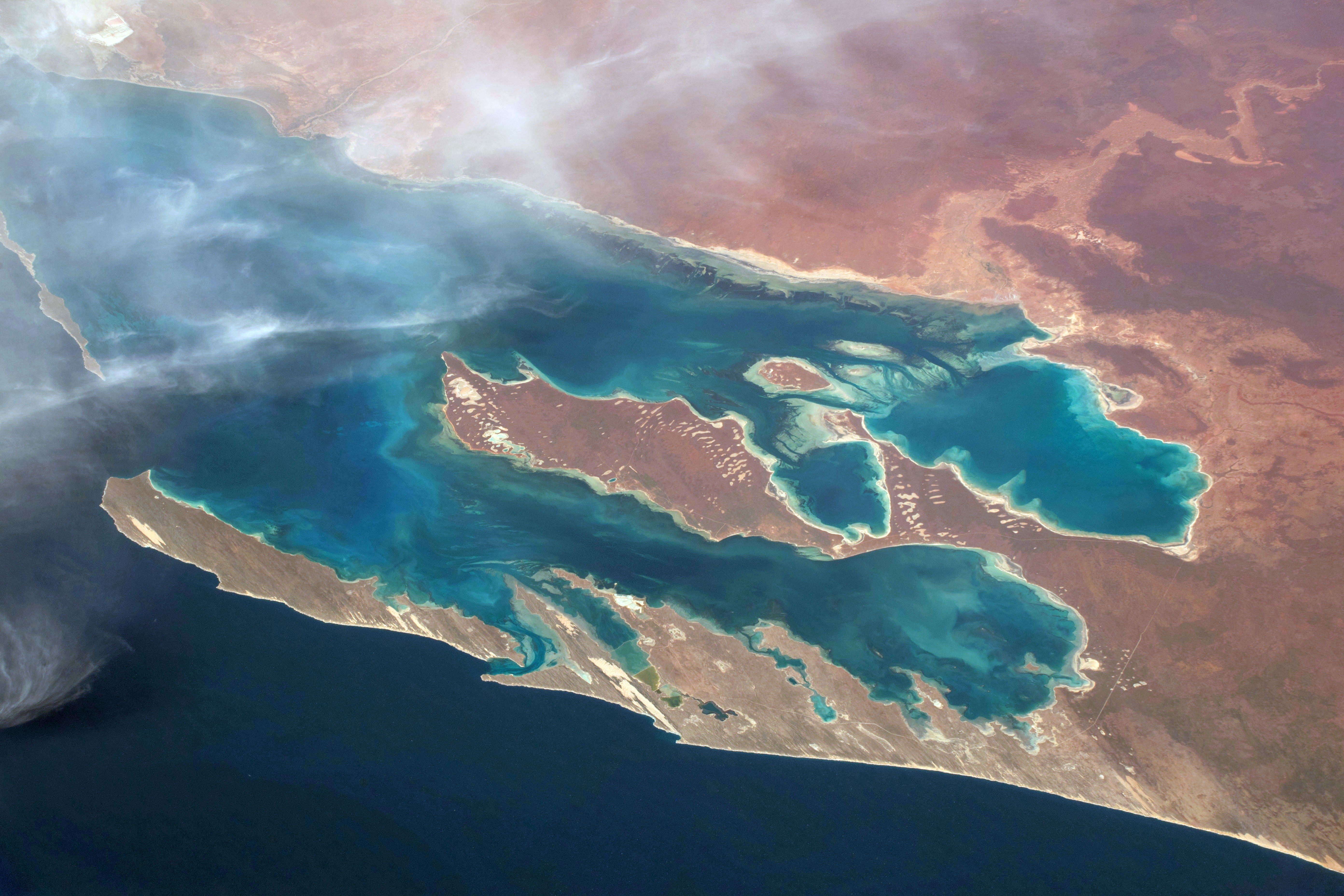
Die Shark Bay gehört zum UNESCO-Weltnaturerbe

Ein Großteil der Küste besteht aus Felsen und Kliffs. Felsige Küsten unterscheiden sich je nach Breitengrad. Die Felsen hauptsächlich aus Granit oder Kalkstein, manchmal aber auch Sandstein. Beispiele für Felsküsten in Westaustralien sind Baxter Cliffs, Kliffs an der Great Australian Bight aus Kalkstein, die Kimberley Küste aus Sandstein und die Granitkliffs bei Albany und Cape Naturaliste.
Die Küstenlandschaften Western Australias sind geprägt durch riesige Sedimentationsbecken und Kratone, die weit in den Ozean hineinreichen. Diese geologischen Gegebenheiten schlagen sich an den Küsten vor allem erkennbar in Sandstränden, Klippen und weiteren typischen Landschaftsformen von Küsten nieder. Es sind dies (im Uhrzeigersinn) das Euclabecken bei Eucla, Yilgarnkraton bei Point Malcolm, Bremerbecken beim Point D’Entrecasteaux, Perthbecken bei Augusta, Carnarvonbecken bei Cape Preston, Pilbarakraton bei Cape Preston, Canningbecken bei Port Hedland, Kimberleybecken vor der Kimberley Coast und Bonapartebecken am Cambridge Gulf.

## Küstenlandschaften
Durch den fluktuierenden Meeresspiegel entstehen langfristig Gebilde wie etwa Tombolos oder Parabeldünen. Sedimente werden ins Landesinnere gedrückt. In manchen Fällen an der Südküste des Bundesstaates hat dieser Vorgang Buchten oder Flussdeltas eingeschlossen, wobei Ästuare wie das Hardy Inlet bei Augusta, Lagunen wie das Wilson Inlet (siehe Nullaki-Halbinsel) oder Seen wie Lake Clifton entstanden sind. Die Akkumulation von Sedimenten an der Gascoyne Coast führte zur Bildung großer Höftländer.
Sandstrände machen einen Großteil der Küste Westaustraliens aus. Ein Teil der Strände sind reflektive Strände, steile Strände am offenen Wasser, an welchen antreffende Wellen reflektiert werden, wie beispielsweise Goode Beach bei Albany. Dissipative sind flacher und entstehen bei einer Wellenhöhe von über zwei Meter. Das Wasser ist dort seichter. Ein Beispiel für einen dissipativen Strand ist Yokinup Beach bei Perth.
Mit mehr als 200 Kilometer ist der Eighty Mile Beach Im Nordwesten des Bundesstaates der längste Sandstrand Western Australias.
Beim Dorf Derby im King Sound wird mit 11,6 Metern der größte Tidenhub Western Australias und auch Australiens erreicht.

## Golfe
In Australien wird ein großer Einschnitt des Meeres ins Festland als Gulf (deutsch: Golf) bezeichnet.
In Western Australia sind dies der
- Admiralty Gulf, der im Nordwesten von Western Australia liegt
- Cambridge Gulf, der sich in der Kimberleyregion befindet
- Exmouth Gulf, der im Nordwesten von Western Australia liegt.
- Joseph Bonaparte Gulf, der eine 320 km breite und 60 km tief ins Land eingeschnittene Meeresbucht der Timorsee bildet.

## Sounds
Als Sounds werden in Australien Meeresarme, Meerengen oder Meeresstraßen bezeichnet, die weit ins Land hineinreichen. In Western Australia sind dies der
- Camden Sound, der in der Kimberleyregion liegt
- Cockburn Sound, der sich von Fremantle vom Cape Peron bis Rockingham erstreckt
- King George Sound, der in der Nähe der Stadt Albany liegt
- King Sound, der sich bei der Stadt Derby befindet
- Warnbro Sound, der sich südlich vom Cape Peron erstreckt
- Yampi Sound, der im Nordwesten von Western Australia liegt
- York Sound, der in der Kimberleyregion liegt

## Offshore-Riffe
Die Offshore-Riffs Western Australias bestehen hauptsächlich aus Kalkstein. Sie hängen als Kette zusammen und erstrecken sich über fast die komplette Küste Western Australias. Sie markieren die früheren Küsten und sind selten weiter als zehn Kilometer von der heutigen Küste entfernt. Diese Reefs sind manchmal mit Tombolos mit dem Festland verbunden, wie etwa Point Peron bei Rockingham oder Robert Point bei Mandurah.
Sie sind ein wichtiger Teil der marinen Landschaft Westaustraliens, da sie eine hohe biologische Produktivität haben, und da sie durch Erosion und biologische Prozesse Sedimente zur Küste tragen. Außerdem schützen sie Teile der Küste vor Wellen.

## Inseln
Vor der Küste von Western Australia gibt es etwa 2700 Inseln, von denen nur 30 % benannt sind. Western Australia hat somit 45 % aller Inseln Australiens. Die Mehrheit der Inseln befindet sich in der Kimberley Region im Norden. Die größte Insel ist Dirk Hartog Island mit 68 000 Hektar. Die Inseln sind mehrheitlich in Archipeln zu finden. Die größten sind der Buccaneer-Archipel und der Bonaparte-Archipel mit jeweils etwa 800 und 200 Inseln im Norden und der Recherche-Archipel mit 235 Inseln im Süden des Bundesstaates. Keine der Inseln steht unter Privatbesitz, einige wurden aber schon zum Grasen von Herden genutzt. Auf den Montebello-Inseln wurden vom Vereinigten Königreich Atomtests durchgeführt. Dadurch können diese jahrhundertelang nicht besiedelt werden. Die meisten Inseln außerhalb der Kimberley Region stehen unter Naturschutz.

## Korallenriffe
Die Korallenriffe Western Australias sind hauptsächlich Saumriffe, wie zum Beispiel das Ningaloo Reef an der Gascoyne Coast. Im Norden des Staates sind die Riffs hauptsächlich auf Inseln weit weg von der Küste, wie die Rowley Shoals oder Seringapatam Reef. Sie sind meistens ellipsenförmig.
Ningaloo Reef ist Westaustraliens einziges Korallenriff in der Nähe der Küste. Es ist mit 260 Kilometer Australiens längstes Saumriff. Die Gründe für die Nähe sind der schmale Schelf, die Trockenheit der anliegenden Küste und des Leeuwin-Stroms, welcher warmes klares Wasser bringt.

## Meeresschutzgebiete
Es gibt zahlreiche Meeresschutzgebiete an der Küste Western Australias, in denen die Flora und Fauna besonders geschützt ist. Die beiden bedeutendsten sind die Schutzgebiete mit dem Rang eines UNESCO-Welterbes. Es sind dies der Ningaloo Marine Park und Shark-Bay-Marine-Nationalpark. Darüber hinaus gibt es beispielsweise den Barrow Island Marine Park, Jurien Bay Marine Park, Mermaid Reef Marine National Nature Reserve, Marmion Marine Park, Montebello Islands Marine Park, Ngari Capes Marine Park, Scott Reef, Rowley Shoals Marine Park, Shoalwater Islands Marine Park
Die Gewässer vor der Küste sind verglichen mit denen an der Ostküste Australiens relativ flach. Die Südküste hat so gut wie kein Schelf. Die Südküste ist vor allem durch eine Kette von Schluchten geprägt, welche sich an der Margaret River Halbinsel vorbei bis zur Shark Bay zieht. Ab der Halbinsel Vlaming Head gibt es deutlich mehr Schelf, viele Täler und Becken, aber auch Plateaus.

## Meeresflora und -fauna
Entlang der Küste und an den Inseln findet sich eine reichhaltige Meeresfauna. Darunter sind Delfine und Wale, Dugongs, Riffhaie, Rochen und der größte Fisch der Erde, der Walhai. Die größte Artenvielfalt der Meeresbewohner befindet sich am Ningaloo Reef, in der Shark Bay und vor Rottnest Island.
Bedeutsam ist das weltgrößte Vorkommen von Seegräsern in der Shark Bay.

## Wirtschaftliche Nutzung
Es gibt vier wichtige Wirtschaftsnutzen der Küste Western Australias. Häfen, Abbau von Bodenschätzen wie Erdgas-, Erdöl- und Eisenvorkommen, Fischerei (vor der Küste bei Broome liegt ein Zentrum der australischen Perlenzucht) und Tourismus.

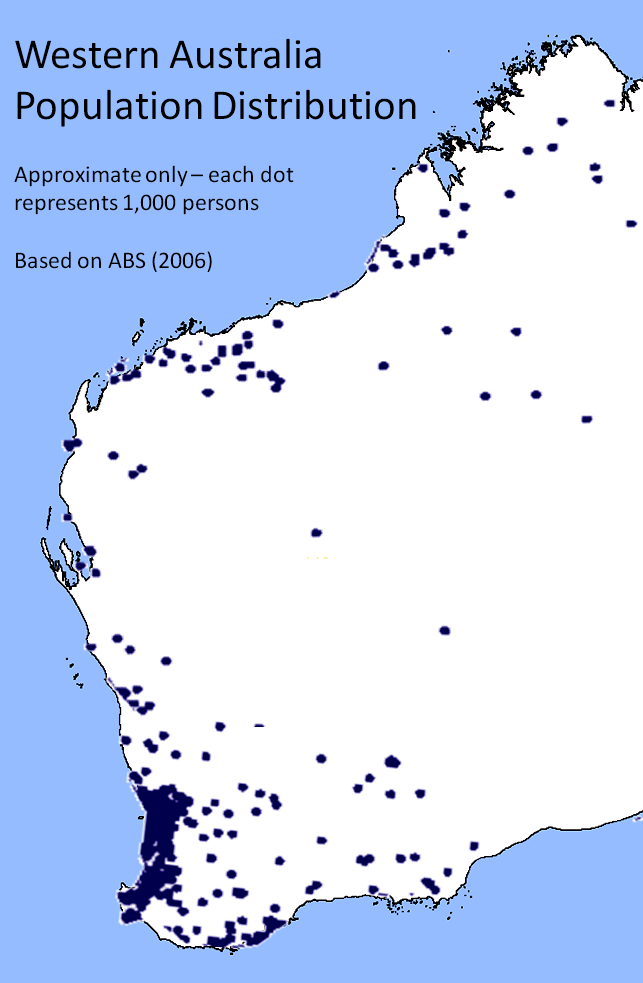
Verteilung der Bevölkerung Western Australias, 2006

Die Bevölkerungszentren Western Australias beschränken sich aufgrund des unwirtlichen Klimas und wirtschaftlichen Nutzens fast ausschließlich auf dessen Küste. Neun der zehn größten Städte Western Australias haben direkten Meerzugang. Deshalb spielt die Küste auch in der Wirtschaft des Landes eine wichtige Rolle.

### Bodenschätze
Insbesondere die wirtschaftliche Nutzung der Küstengebiete hat Folgen für die Natur und Kultur der Aborigines.

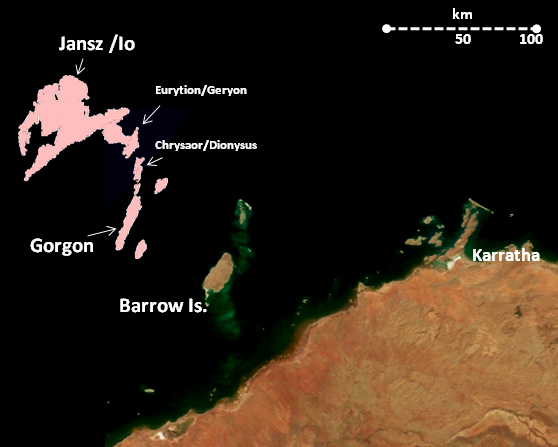
Das Greater-Gorgon-Gasfeld um die Barrow-Insel

Große Erdgas- und Erdölvorkommen liegen vor der Küste Western Australias im Bonaparte-, Bowie-, Cornavaron- und Perthbecken. Beispielsweise wird etwa 50 Kilometer vor der Küste unter dem Lowendal-Archipel das geförderte Erdgas nicht nur exportiert, sondern es dient aber auch der Energieversorgung von Western Australia. Als eine Gaspipeline auf Varanus Island im Juni 2008 brach und die Gasverarbeitungsanlage auf der Insel anschließend durch ein Feuer weitestgehend zerstört wurde, brach die Gaskrise in Western Australia aus. Dies führte zu einer Energieversorgungskrise in Western Australia, die erst im Dezember 2008 beendet werden konnte. Etwa 130 Kilometer vor der Küste liegt in einer Tiefe von 200 Meter eines der größten Erdöl- und Erdgasvorkommen der Welt, das im sogenannten Gorgon-Gasprojekt abgebaut wird. Es handelt sich um eines der vier großen LNG-Gasprojekten Australiens.
Auf der Barrow-Island wurde in den 1950er Jahren Erdöl gefunden, das aus mehr als 400 Erdölquellen gefördert wird. Auf dieser Insel befindet sich das größte Erdölabbaugebiet Australiens.
Auf Murujuga, einer Halbinsel, auf der sich schätzungsweise 600.000 bis über 1.000.000 Petroglyphen (Felsbilder) und Menhire befinden, die bis zu 30.000 Jahre alt sind, wurden nach Schätzungen bereits um etwa 25 Prozent der Steinritzungen infolge von Maßnahmen zur Vorbereitung und Durchführung der industriellen Nutzung durch petrochemischer Industrieanlagen unwiederbringlich vernichtet. Erst seit 2008 sind diese Kulturgüter im UNESCO-Welterbe gelistet.

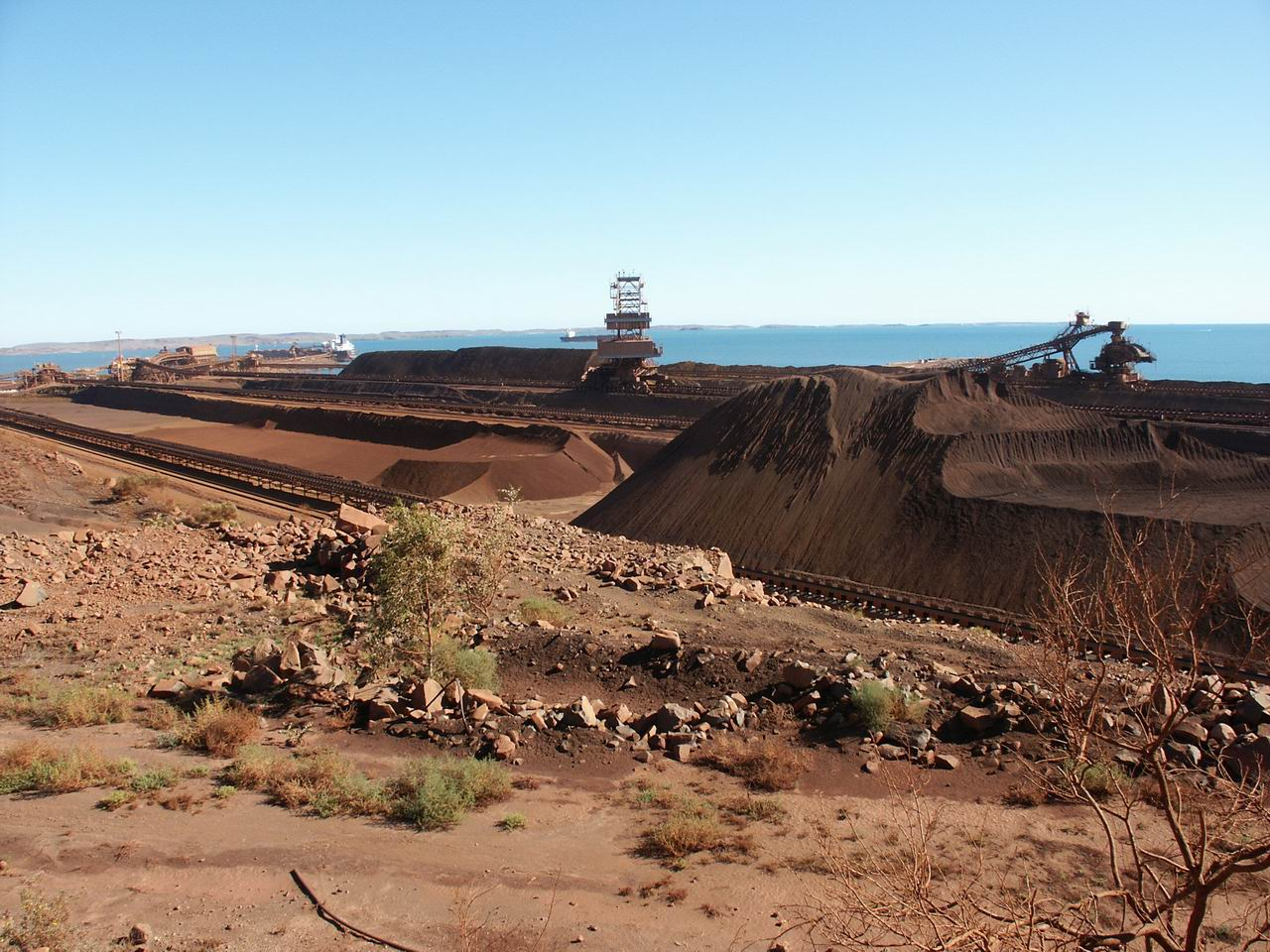
Verladung von Eisenerz bei Dampier

Der Abbau von Eisenerzbergbau in Western Australia findet vor allem in der Pilbara-Region statt und das Erz wird mit Eisenbahnen zu den Häfen transportiert. In der Folge dieser Nutzung wurden und werden große Küstengebiete bebaut und verändert. Es gab aber auch einen Eisenerzabbau auf Cocktatoo Island vor der Küste, der inzwischen aus Rentabilitätsgründen eingestellt wurde. Die Insellandschaft wurde völlig verändert hinterlassen.

### Häfen
So gut wie jede der größten Städte hat einen Hafen. In Western Australia werden unter dem Port Authorities Act 1999 Hafenverwaltungen eingesetzt, welche als korporatisierte Körper agieren und deren Vorstände direkt dem Verkehrsminister unterstehen. Sie sind gleichzeitig Besitzer und Strategen des Hafens. Seit 2014 gibt es fünf Port Authorities in Western Australia.
- Fremantle Port Authority, zuständig für den größten Hafen Western Australias, den von Fremantle
- Kimberley Ports Authority, zuständig für den Hafen von Broome
- Mid West Ports Authority, zuständig für den Hafen von Geraldton
- Pilbara Port Authority, zuständig für die Häfen Port Hedland, Dampier und Ashburton
- Southern Ports Authority, zuständig für die Häfen in Albany, Esperance und Bunbury

Es gibt neun andere Häfen, die keiner Port Authority zugeordnet sind. Diese werden meistens von Firmen geleitet.
An diesen Häfen legten 2018 9609 Schiffe an. Durch Häfen der Port Authorities wurden 2017 bis 2018 über 740 Millionen Tonnen verschifft und Handel im Wert von 130 Milliarden $AU abgewickelt. Insgesamt wurden in Western Australia fast eine Milliarde Tonnen Güter verladen. Das macht etwa 28 % des Wertes aller Exporte Australiens aus, und sogar 62 % des Gewichts aller Exporte. Die Empfänger der Exporte sind hauptsächlich im ostasiatischen Raum, mit den Top-Importeuren in der Reihenfolge China, Japan, Südkorea, Hongkong und Singapur. Die wichtigsten Exportgüter sind Eisenerz, Erdgas und Gold, aber auch Lebensmittel, Aluminium und Erdöl. Außerdem haben in den Häfen 119 Kreuzfahrtschiffe angelegt, mit etwa 130 Tausend Passagieren.

### Tourismus
Der Tourismus beschränkt sich in Western Australia hauptsächlich auf die Südküste, das Ningaloo Reef, die Stromatolithen und auf den Strand Monkey Mia im UNESCO-Welterbe Shark Bay sowie Cable Beach in Broome. Beliebte Destinationen im Süden sind die Strände bei Esperance, der Torndirrup-Nationalpark bei Albany, Greens Pool bei Denmark und der längste Holzsteg der Welt in Busselton.

## Wracks
Wegen der schweren Bedingungen, die die Küste bietet, liegen etwa 1650 Schiffswracks vor der Westaustralischen Küste. Die bekanntesten sind wohl die der Batavia, der SS Xanttho und der Zuytdorp.

## Unterteilungen der Küstengebiete
Die Küste Western Australia wird in verschiedenen Gesichtspunkten wie nach Gewässern und Wettervorhersagen eingeteilt.

### IMCRA
In der neuesten Version 4.0 des Integrated Marine and Coastal Regionalisation of Australia (IMCRA) werden die Küstengewässer Westaustraliens innerhalb Australiens ausschließlicher Wirtschaftszone in 14 sogenannte Provincial Bioregions eingeteilt, von denen sieben direkt an der Küste liegen. Sie werden in vier Kategorien angegeben: Tropical waters, Subtropical waters, Transition und Warm temperate waters.
Folgende Provincial Bioregions liegen in den Gewässern vor Western Australia. Die Zahlen sind die Nummerierungen in der IMCRA.
- Tropical waters
  - 2, Timor Province
  - 4, Northwest Province
  - 27, Northwest IMCRA Province
- Subtropical waters
  - 6, Central Western Province
  - 29, Central Western IMCRA Province
- Transition
  - 3, Northwest Transition
  - 5, Central Western Transition
  - 7, Southwest Transition
  - 26, Northwest IMCRA Transition
  - 28, Central Western IMCRA Transition
  - 30, Southwest IMCRA Transition
  - 32, Great Australian Bight IMRA Transition
- Warm temperate waters
  - 8, Southern Province
  - 31, Southwest IMCRA Province

### Bureau of Meteorology
Das Bureau of Meteorology (BOM) teilt die Küste Western Australias in 15 sogenannte Forecast Areas ein, in welchen jeweils täglich Windstärke in Knoten, Wellenhöhe in Metern, Dünung in Metern und Wetter angegeben wird.
Folgende Forecast Areas werden vom BOM benutzt:
- North Kimberley Coast
- West Kimberley Coast
- Pilbara Coast East
- Pilbara Coast West
- Ningaloo Coast
- Gascoyne Coast
- Geraldton Coast
- Lancelin Coast
- Perth Coast
- Perth Local Waters
- Bunbury Geographe Coast
- Leeuwin Coast
- Albany Coast
- Esperance Coast
- Eucla Coast